# Hypokopelates kitobolensis
Hypokopelates kitobolensis är en fjärilsart som beskrevs av Embrik Strand 1912. Hypokopelates kitobolensis ingår i släktet Hypokopelates och familjen juvelvingar. Inga underarter finns listade i Catalogue of Life.